# نیکولا ژالابر
نیکولا ژالابر (فرانسوی: Nicolas Jalabert‎؛ زادهٔ ۱۳ آوریل ۱۹۷۳) دوچرخه‌سوار اهل فرانسه است.